# Чези, Наполеоне
Наполеоне Чези (итал. Napoleone Cesi; 24 августа 1867, Неаполь — 20 сентября 1961, Неаполь) — итальянский композитор и музыкальный педагог. Сын Беньямино Чези.
Учился у своего отца, затем в Консерватории Сан-Пьетро-а-Майелла у Паоло Серрао и Пьетро Платаниа. В 1881 году выиграл композиторский конкурс, объявленный Музыкальным архивом Неаполя, с сочинением «Плач по Гарибальди» (итал. Epicedio in nome di Garibaldi), а в 1885 году в Париже стал победителем другого конкурса с фортепианной композицией «Плач по Виктору Гюго» (итал. Lamento in morte di Victor Hugo). В 1890 году был одним из двух участников композиторской номинации первого Рубинштейновского конкурса в Санкт-Петербурге, где в это время преподавал его отец, — впрочем, по мнению Самуила Майкапара, сочинения Чези — одночастный фортепианный концерт, соната для скрипки и фортепиано и четыре сольные пьесы — были допущены к конкурсу Антоном Рубинштейном лишь для того, чтобы иметь возможность присудить всё же премию выигравшему его Ферруччо Бузони.
С 1896 года преподавал в Палермской консерватории, затем в Риме и Неаполе, с 1927 года профессор музыкального лицея в Фодже, позднее руководил музыкальными школами в Кассино и Казерте. Среди его учеников были заметные региональные музыкальные педагоги Франц Карелла и Марио Чеккарелли.
Среди сочинений Чези преобладали салонные фортепианные пьесы. Впрочем, его фортепианный квартет на рубеже веков входил в репертуар квартета Луиджи Гаэтано Гулли, спорадически исполнялись также Нонет для струнных и духовых и симфоническая поэма «К весне» (итал. Alla Primavera). Из пяти опер, над которыми в разное время работал композитор, поставлена была лишь первая, одноактная «Любовь побеждает» (итал. Amor vince; 1888). Спорадически выступал также как музыкальный критик, занимая консервативные позиции — в частности, в разгромной статье «Футуризм в музыке» (итал. Il futurismo in musica; 1914).
Дочь, Чечилия Чези, также стала пианисткой и музыкальным педагогом.